# Perplexisaurus
Perplexisaurus — рід тероцефалових терапсид із середньої до пізньої пермі. Описаний Л. П. Татаріновим у 1997 р., типовий вид — P. foveatus. Новий вид P. lepusculus описаний М.Ф. Івачненка в 2011 році з Росії.